# Saint-Georges-d'Oléron
Pour les articles homonymes, voir Saint-Georges, Saint Georges (homonymie) et Georges.
Saint-Georges-d'Oléron est une commune du sud-ouest de la France, située sur l'île d'Oléron, dans le département de la Charente-Maritime (région Nouvelle-Aquitaine). Ses habitants sont appelés les Saint-Georgeais et les Saint-Georgeaises. Elle fait partie intégrante de la Communauté de Communes de l'île d'Oléron.

## Géographie

### Localisation
La commune de Saint-Georges-d'Oléron se situe dans la partie septentrionale de l'île d'Oléron, dans le nord-ouest du département de la Charente-Maritime.
Sur un plan plus général, la commune de Saint-Georges-d'Oléron est localisée dans la partie sud-ouest de la France, au centre de la côte atlantique dont elle est riveraine, faisant partie du « Midi atlantique ».
Situé à l'écart de l'axe principal de l'île, le bourg de Saint-Georges est trop souvent laissé de côté par les visiteurs pressés de se rendre à la pointe nord de l'île et son célèbre phare de Chassiron. Le village possède pourtant le plus ancien édifice de l'île avec son église romane.
De nombreux chais témoignent de l'importance du passé viticole de Saint-Georges avant la crise du phylloxéra. Le château Fournier est un vestige de cette époque.
La commune dispose par ailleurs d'une façade sur chacune des deux côtes (continent et océan) de l'île d'Oléron, ce qui en fait la plus vaste de l'île (plus de 4 700 ha). Elle possède 16 km de plages.
La commune comprend, outre le bourg de Saint-Georges, plusieurs villages ou hameaux.
Côté Pertuis d'Antioche :  Le Douhet, Notre Dame en l'Isle, Plaisance, Foulerot, Sauzelle et Boyardville.
Côté océan : Chaucre, Domino et Les Sables Vignier. Au centre de la commune, Chéray et Trait d’union qui comme son nom l'indique relie le bourg de Saint-Georges à ses hameaux.

## Urbanisme

### Typologie
Au 1er janvier 2024, Saint-Georges-d'Oléron est catégorisée commune rurale à habitat dispersé, selon la nouvelle grille communale de densité à 7 niveaux définie par l'Insee en 2022.
Elle appartient à l'unité urbaine de Saint-Georges-d'Oléron, une unité urbaine monocommunale constituant une ville isolée,. La commune est en outre hors attraction des villes,.
La commune, bordée par l'océan Atlantique, est également une commune littorale au sens de la loi du 3 janvier 1986, dite loi littoral. Des dispositions spécifiques d’urbanisme s’y appliquent dès lors afin de préserver les espaces naturels, les sites, les paysages et l’équilibre écologique du littoral, tel le principe d'inconstructibilité, en dehors des espaces urbanisés, sur la bande littorale des 100 mètres, ou plus si le plan local d’urbanisme le prévoit.

### Occupation des sols
L'occupation des sols de la commune, telle qu'elle ressort de la base de données européenne d’occupation biophysique des sols Corine Land Cover (CLC), est marquée par l'importance des territoires agricoles (44,7 % en 2018), en diminution par rapport à 1990 (49,8 %). La répartition détaillée en 2018 est la suivante : 
forêts (22,8 %), zones agricoles hétérogènes (20,5 %), cultures permanentes (19,4 %), zones humides côtières (12,8 %), zones urbanisées (12 %), prairies (4,2 %), espaces verts artificialisés, non agricoles (3,2 %), espaces ouverts, sans ou avec peu de végétation (1,9 %), zones humides intérieures (1,5 %), milieux à végétation arbustive et/ou herbacée (1,1 %), terres arables (0,5 %). L'évolution de l’occupation des sols de la commune et de ses infrastructures peut être observée sur les différentes représentations cartographiques du territoire : la carte de Cassini (XVIIIe siècle), la carte d'état-major (1820-1866) et les cartes ou photos aériennes de l'IGN pour la période actuelle (1950 à aujourd'hui).

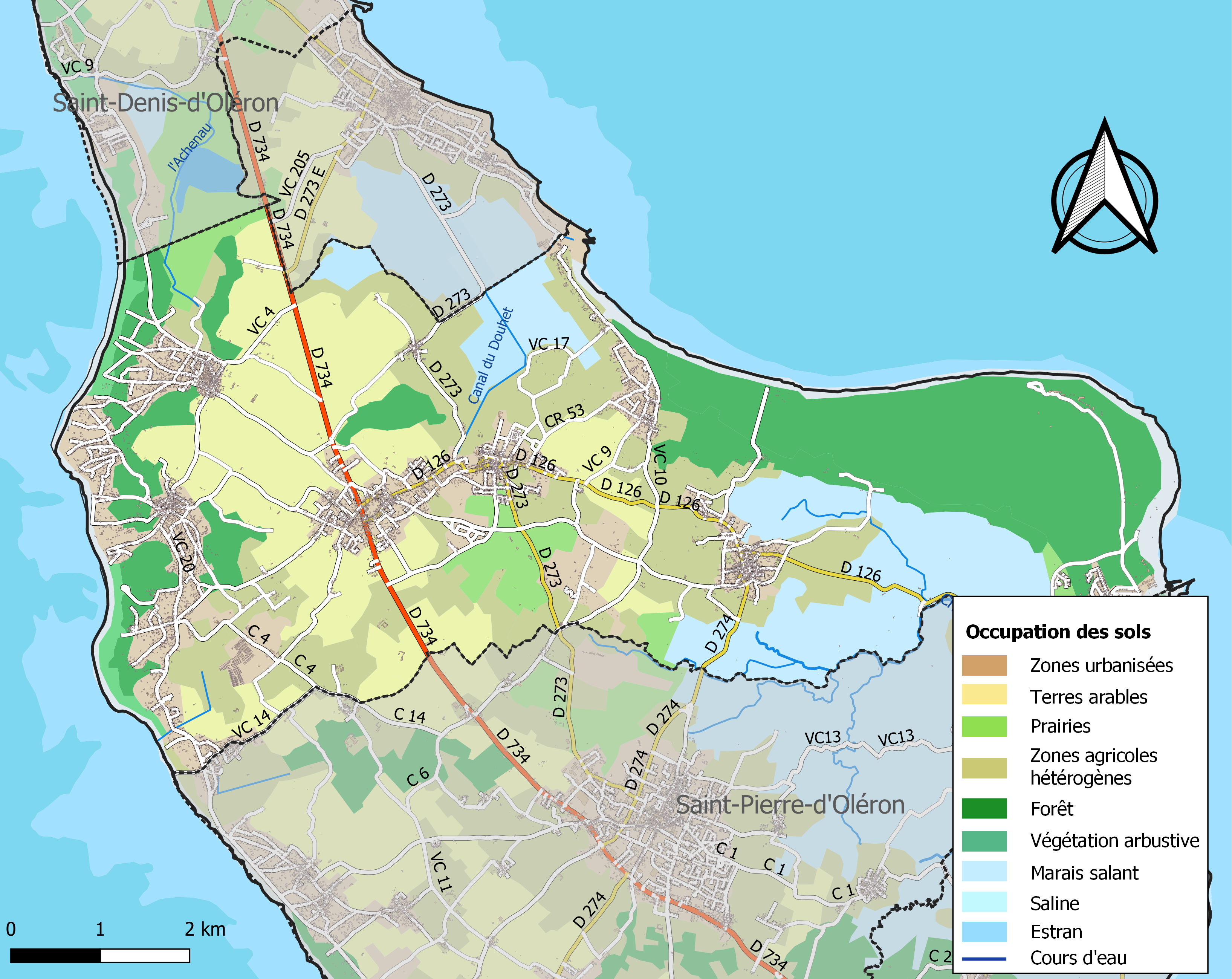
Carte des infrastructures et de l'occupation des sols de la commune en 2018 (CLC).

### Risques majeurs
Le territoire de la commune de Saint-Georges-d'Oléron est vulnérable à différents aléas naturels : météorologiques (tempête, orage, neige, grand froid, canicule ou sécheresse), inondations, feux de forêts, mouvements de terrains et séisme (sismicité modérée). Il est également exposé à un risque technologique, le transport de matières dangereuses. Un site publié par le BRGM permet d'évaluer simplement et rapidement les risques d'un bien localisé soit par son adresse soit par le numéro de sa parcelle.

#### Risques naturels
La commune fait partie du territoire à risques importants d'inondation (TRI) du littoral charentais-maritime, regroupant 40 communes concernées par un risque de submersion marine de la zone côtière, un des 21 TRI qui ont été arrêtés fin 2012 sur le bassin Adour-Garonne et confirmé en 2018 lors du second cycle de la Directive inondation, mais annulé en 2020. Les submersions marines les plus marquantes des XXe et XXIe siècles antérieures à 2019 sont celles liées à la tempête du 9 février 1924, à la tempête du 15 février 1957, aux tempêtes Lothar et Martin des 26 et 27 décembre 1999 et à la tempête Xynthia des 27 et 28 février 2010. D’une violence exceptionnelle, la tempête Xynthia a fortement endommagé le littoral de la Charente Maritime : douze personnes ont perdu la vie (essentiellement par noyade), des centaines de familles ont dû être relogées, et, sur un linéaire de l’ordre de 400 km de côte et de 225 km de défenses contre la mer, environ la moitié de ces ouvrages a subi des dommages plus ou moins importants. C’est environ 5 000 à 6 000 bâtiments qui ont été submergés et 40 000 ha de terres agricoles. La commune a été reconnue en état de catastrophe naturelle au titre des dommages causés par les inondations et coulées de boue survenues en 1982, 1993, 1999 et 2010,.
Saint-Georges-d'Oléron est exposée au risque de feu de forêt du fait de la présence sur son territoire du massif de l'Ile d’Oléron, un massif classé à risque dans le plan départemental de protection des forêts contre les incendies (PDPFCI), élaboré pour la période 2017-2026 et qui fait suite à un plan 2007-2016. Les mesures individuelles de prévention contre les incendies sont précisées par divers arrêtés préfectoraux et s’appliquent dans les zones exposées aux incendies de forêt et à moins de 200 mètres de celles-ci. L’article L.131-1 du code forestier et l’arrêté du 2 décembre 2020 règlementent l'emploi du feu en interdisant notamment d’apporter du feu, de fumer et de jeter des mégots de cigarette dans les espaces sensibles et sur les voies qui les traversent sous peine de sanctions. Un autre arrêté du 2 décembre 2020 rend le débroussaillement obligatoire, incombant au propriétaire ou ayant droit,,,.

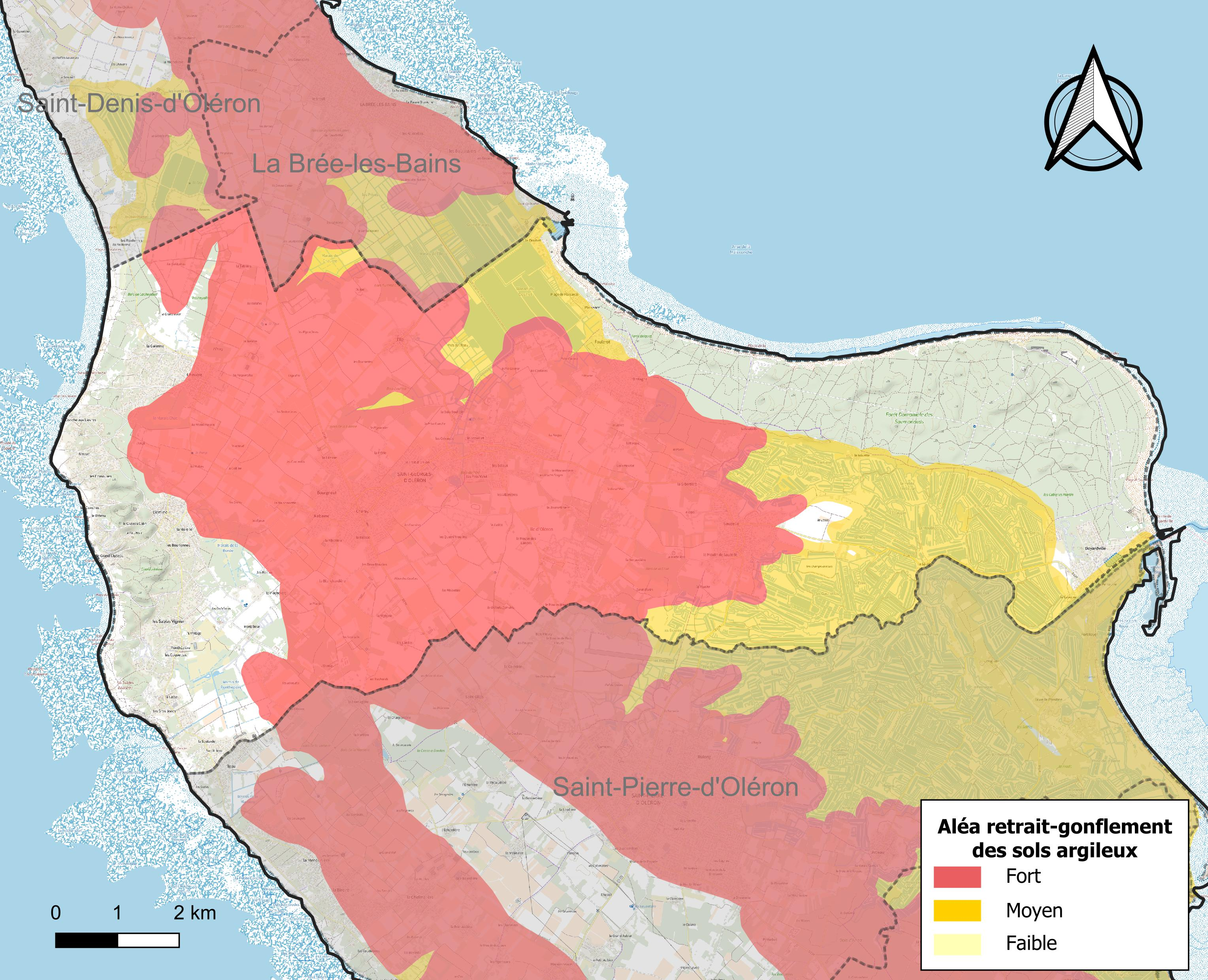
Carte des zones d'aléa retrait-gonflement des sols argileux de Saint-Georges-d'Oléron.

Les mouvements de terrains susceptibles de se produire sur la commune sont des tassements différentiels.
Le retrait-gonflement des sols argileux est susceptible d'engendrer des dommages importants aux bâtiments en cas d’alternance de périodes de sécheresse et de pluie. 66,9 % de la superficie communale est en aléa moyen ou fort (54,2 % au niveau départemental et 48,5 % au niveau national). Sur les 6 739 bâtiments dénombrés sur la commune en 2019, 4 063 sont en aléa moyen ou fort, soit 60 %, à comparer aux 57 % au niveau départemental et 54 % au niveau national. Une cartographie de l'exposition du territoire national au retrait gonflement des sols argileux est disponible sur le site du BRGM,.
Par ailleurs, afin de mieux appréhender le risque d’affaissement de terrain, l'inventaire national des cavités souterraines permet de localiser celles situées sur la commune.
Concernant les mouvements de terrains, la commune a été reconnue en état de catastrophe naturelle au titre des dommages causés par la sécheresse en 1989, 1991, 1992, 2003, 2005, 2011, 2017 et 2018 et par des mouvements de terrain en 1999 et 2010.

#### Risques technologiques
Le risque de transport de matières dangereuses sur la commune est lié à sa traversée par une ou des infrastructures routières ou ferroviaires importantes ou la présence d'une canalisation de transport d'hydrocarbures. Un accident se produisant sur de telles infrastructures est susceptible d’avoir des effets graves sur les biens, les personnes ou l'environnement, selon la nature du matériau transporté. Des dispositions d’urbanisme peuvent être préconisées en conséquence.

## Toponymie
Le nom de la commune provient de saint Georges, à qui la paroisse avait été dédiée.

## Histoire
Le fief de Saint-Georges-d'Oléron fut possédé dès le XIe siècle par la famille de Forz, dont une branche cognatique, les Forz ou de Vivonne, suivant les textes, en conserva la seigneurie jusqu'au XVe siècle. Bien que des textes manquent pour en faire une filiation suivie, ceux dont on dispose permettent d'en suivre le profil. (Références : archives de l'Association communautaire des Vivonne-Bibonne).
L'histoire du bourg historique est liée à celle d'Aliénor d'Aquitaine qui serait peut-être venue dans ce lieu. Certains situent même la maison où elle aurait vécu à l'entrée de la rue de la Miscandière. Il semble, dans tous les cas, qu'Aliénor ait eu un attachement particulier à l'île puisqu'elle a donné le nom de « Rôles d'Oléron » au code maritime qu'elle a fait écrire. Ce premier code français sera d'ailleurs utilisé ensuite dans toute l'Europe. Il n'y a cependant pas de preuve historique certaine d'un séjour de la Reine dans la commune.
Au XIXe siècle, la vieille halle est construite, les arbres de part et d'autre de l'église sont plantés et deux grosses maisons appelées « château » sont édifiées.
Le « Château Fournier » appartenait à un riche viticulteur dont le chai est devenu la salle des fêtes actuelle. Il a fait construire cette maison qui abrite aussi actuellement la maison de retraite.
Le « Château Briquet », construit tout près - avec sa magnifique grille où sont marquées les initiales B.P., signifiant Bricquet-Peron, nous raconte une tout autre histoire. 
Marie était la femme du boucher. Comme elle était très économe, elle mettait de l'argent de côté dans un grand chaudron. Quand celui-ci fut plein, elle proposa à son mari d'utiliser cet argent pour construire une belle demeure, ce qui fut fait.[réf. nécessaire]
La place Marie Briquet à Foulerot rappelle sa mémoire.
Au XXe siècle, le village de La-Brée-les-bains, jusque-là rattaché à Saint-Georges devient une véritable commune en 1951.

### Les villages et hameaux rattachés à Saint-Georges

#### Boyardville, la ville du Fort Boyard

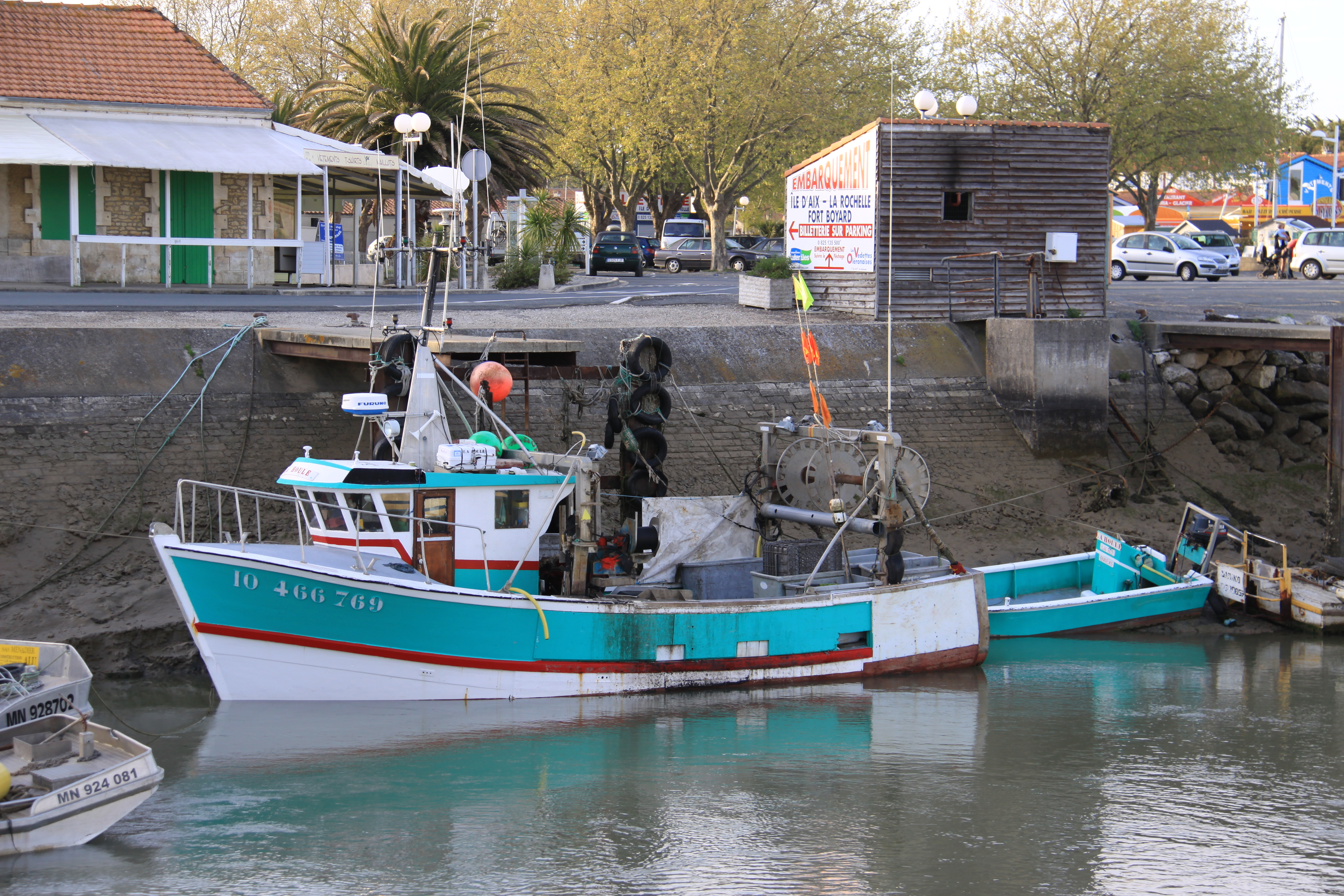
Un chalutier à Boyardville.

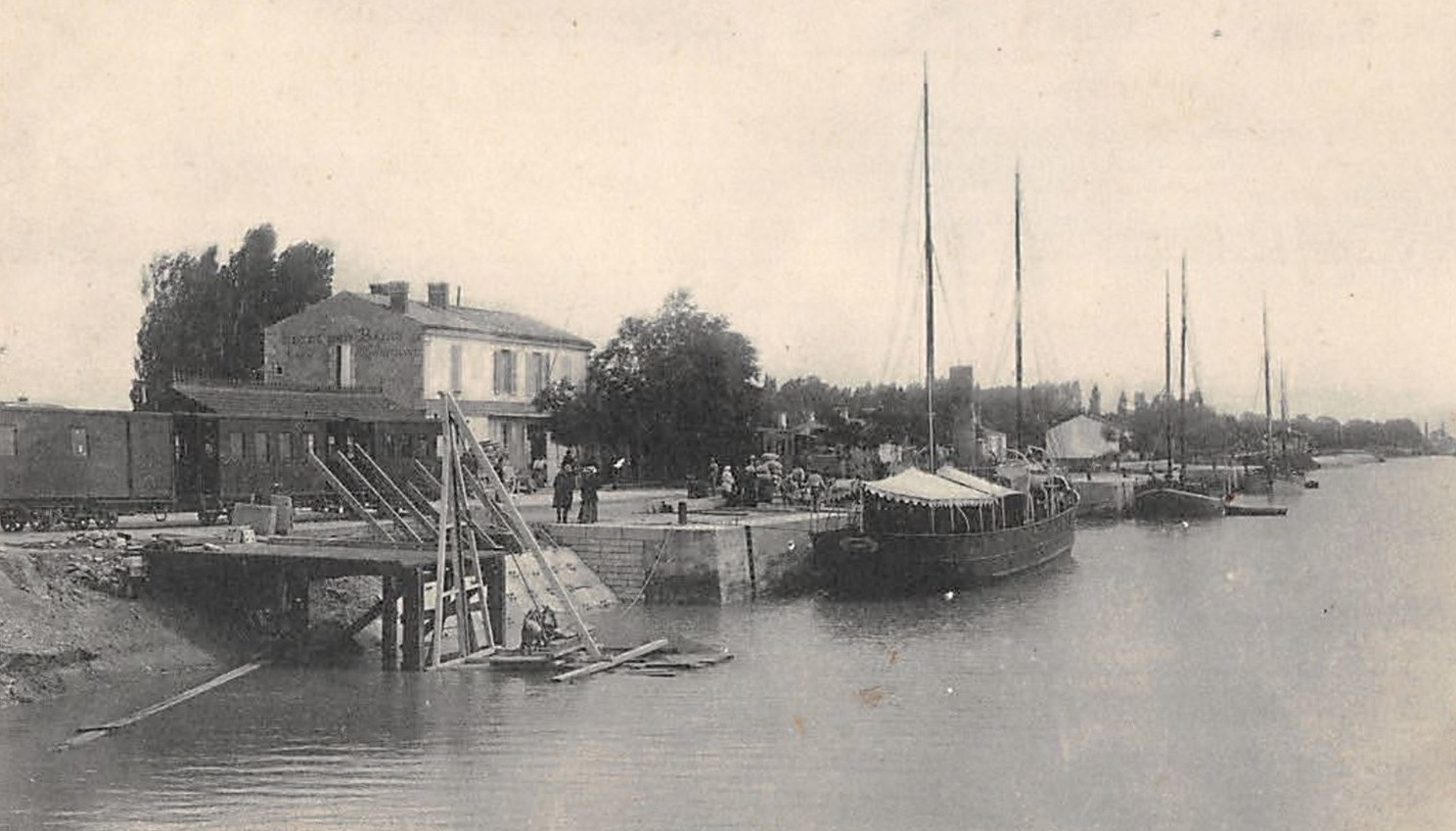
Boyardville vers 1910

Boyardville est une petite station balnéaire de l’Île d’Oléron. Son histoire se rattache directement à l’histoire du Fort Boyard.  C'est en effet à Boyardville qu'étaient entreposés les matériaux destinés à la construction du fort, et qu'étaient implantés les baraquements des ouvriers qui travaillaient sur ce chantier. Le village borde le chenal de la Perrotine, autrefois voie d’accès au port du sel. Aujourd'hui, des liaisons maritimes relient Boyardville et le port de La Rochelle entre le mois d'avril et d'octobre.

#### Sauzelle
Sauzelle est l’un des plus anciens bourgs de la commune dont le nom a pour origine le sel (la « sau »)[réf. nécessaire]. Il est entouré d’anciens marais salants qui en faisaient jadis sa richesse. Aujourd’hui, les sauniers ont été remplacés par des éleveurs, des ostréiculteurs et des conchyliculteurs. Par son caractère d’origine avec ses petites maisons basses, Pierre Loti l’avait baptisé « le village des sorciers[réf. nécessaire] ». À proximité de ce village se trouve la plage de sable de la Gautrelle.

#### Les Sables Vignier

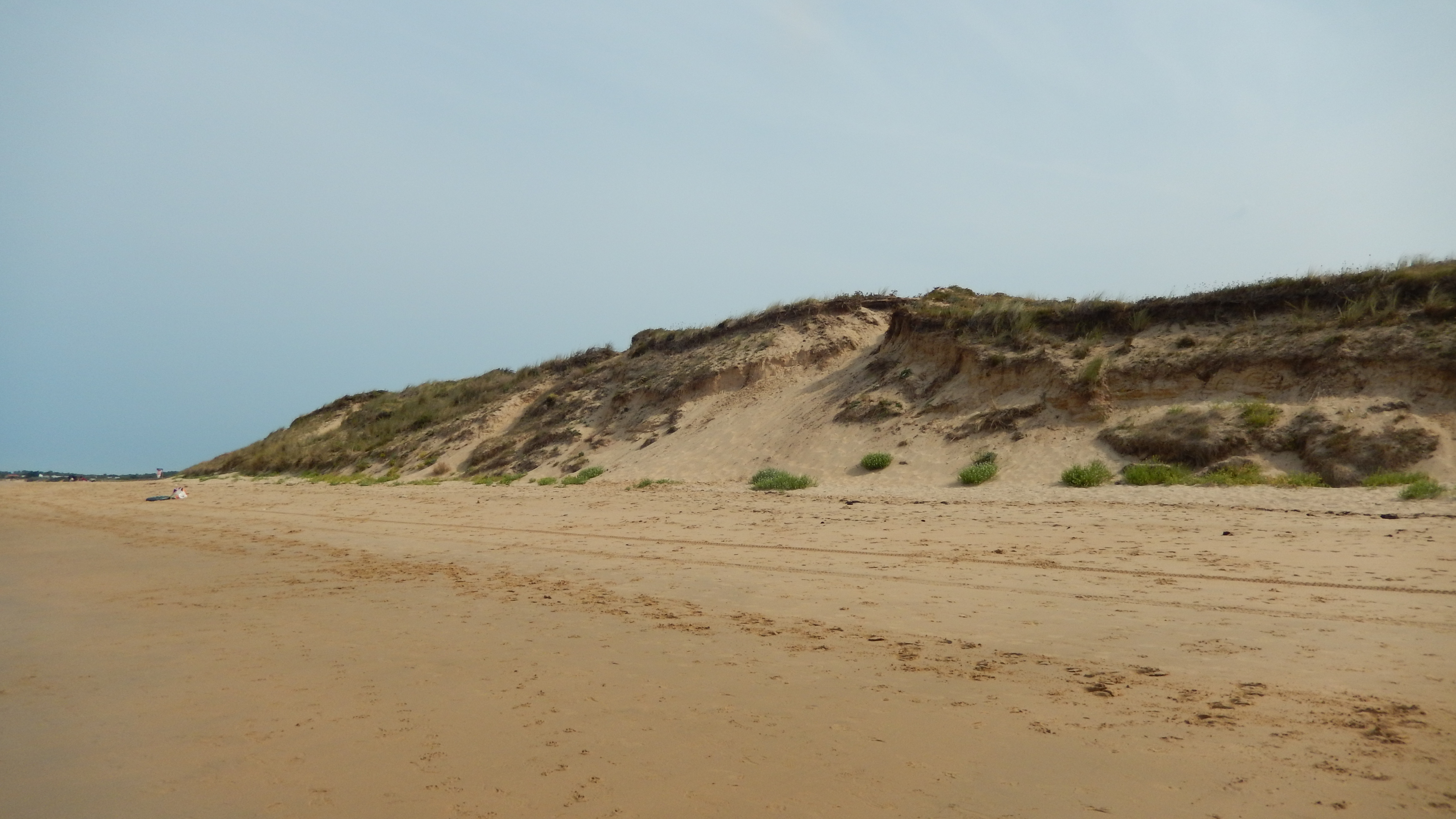
La plage des Sables Boisseau, à proximité immédiate des Sables Vignier.

Les Sables Vignier est un hameau dont l’appellation serait issue du propriétaire des lieux : le capitaine Vignier, sieur des sables, lieutenant de frégate et capitaine de navire qui se serait échoué sur l'île et ne pouvant en repartir, aurait revendiqué la propriété de cette partie de l'île[réf. souhaitée].
Ce village est bordé de dunes boisées, et offre une vue sur la côte sauvage.

#### Domino

La chapelle de Domino.

Domino, petit bourg de l'île, est l’un des points culminants d’Oléron : le deuxième point le plus haut, situé au sommet de la grande Dune, à 31 mètres au-dessus du niveau de la mer. L'étymologie populaire rattache son nom à cette caractéristique, « domine de haut » devenu « Domino ».
Ce petit village a conservé un habitat traditionnel plein de charme avec ses cantons (petites places en impasse). Les plages de Domino ont très tôt attiré les touristes, et dès les années 1920, des colonnes de cabines de bain ont fait leur apparition. Les touristes pouvaient profiter de la douceur du climat de l'île. Une forêt de pins s’étend de la plage de Domino jusqu’à celle de Chaucre.

#### Chaucre
Le nom de ce village vient du vieux français « chancre »[réf. nécessaire] qui veut dire crabe. Cela est dû à la présence sur ces côtes de zones rocheuses où prospèrent étrilles, tourteaux et araignées. Les nombreuses rues de ce village, étroites et sinueuses et les typiques maisons charentaises basses affaiblissent le vent qui s'y engouffre et confère à Chaucre son atmosphère charmante et authentique.
Le village compte de nombreux puits d'eau douce, une richesse sur l'ile, dont un classé situé rue de la Bardelle.

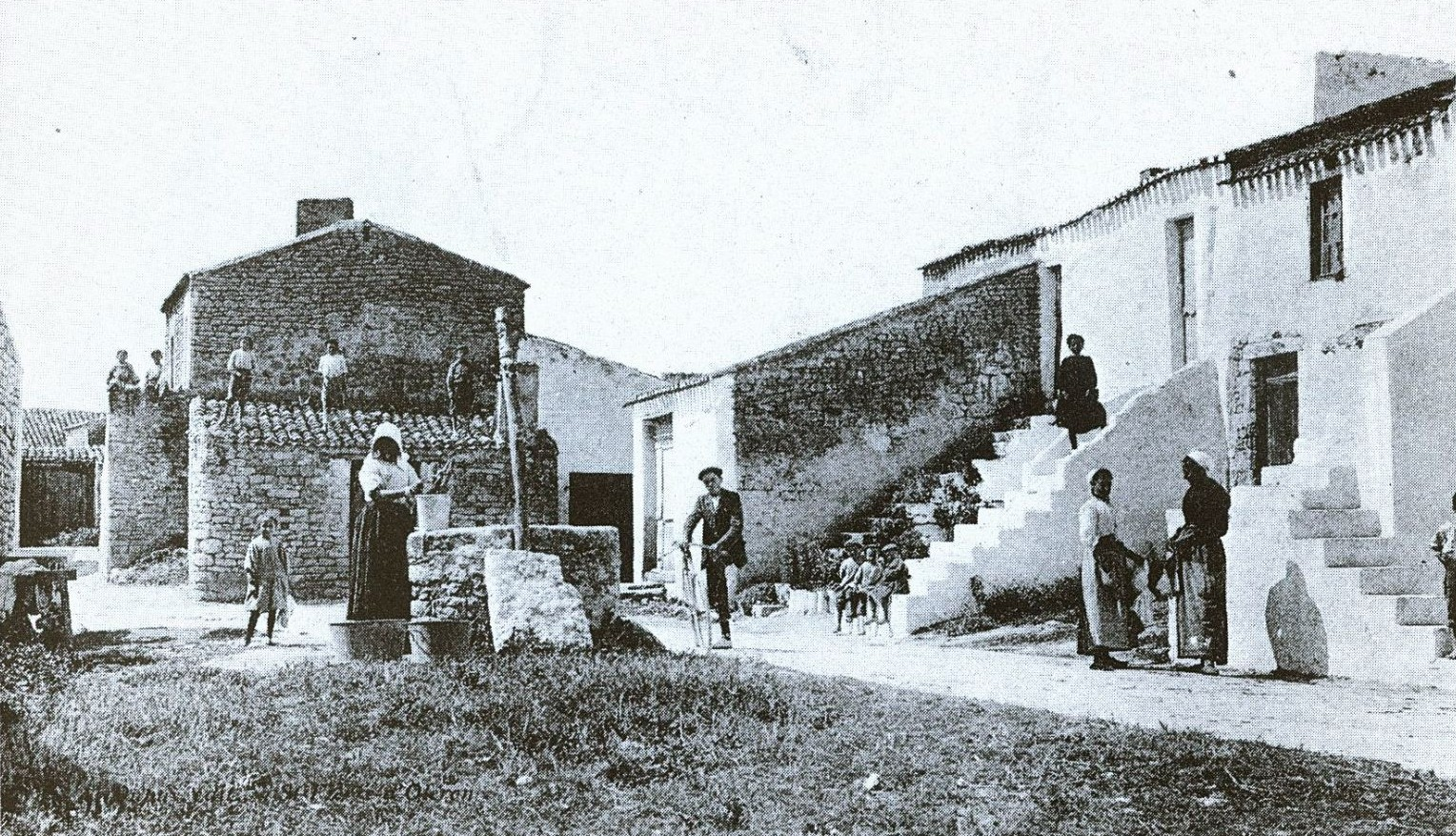
Village de Chaucre vers 1910

Autre curiosité, son four à pain public du XIXe siècle situé... rue du Four. Chaque année, en avril, lors de la "fête du four" celui-ci est allumé et on y cuit pains, pâtés et merveilles à grand renfort de fagots de bois.

#### Le Douhet - Plaisance
À l’extrémité Nord Est de Saint-Georges, le chenal du Douhet sépare la commune de celle de La Brée les Bains.
Le port et le chenal furent aménagés pour relier Saint-Georges d'Oléron à l'océan et faciliter son trafic commercial de sel et de vin. La route touristique borde la très belle plage de Plaisance et se poursuit au sud jusqu’à Foulerot.

#### Foulerot

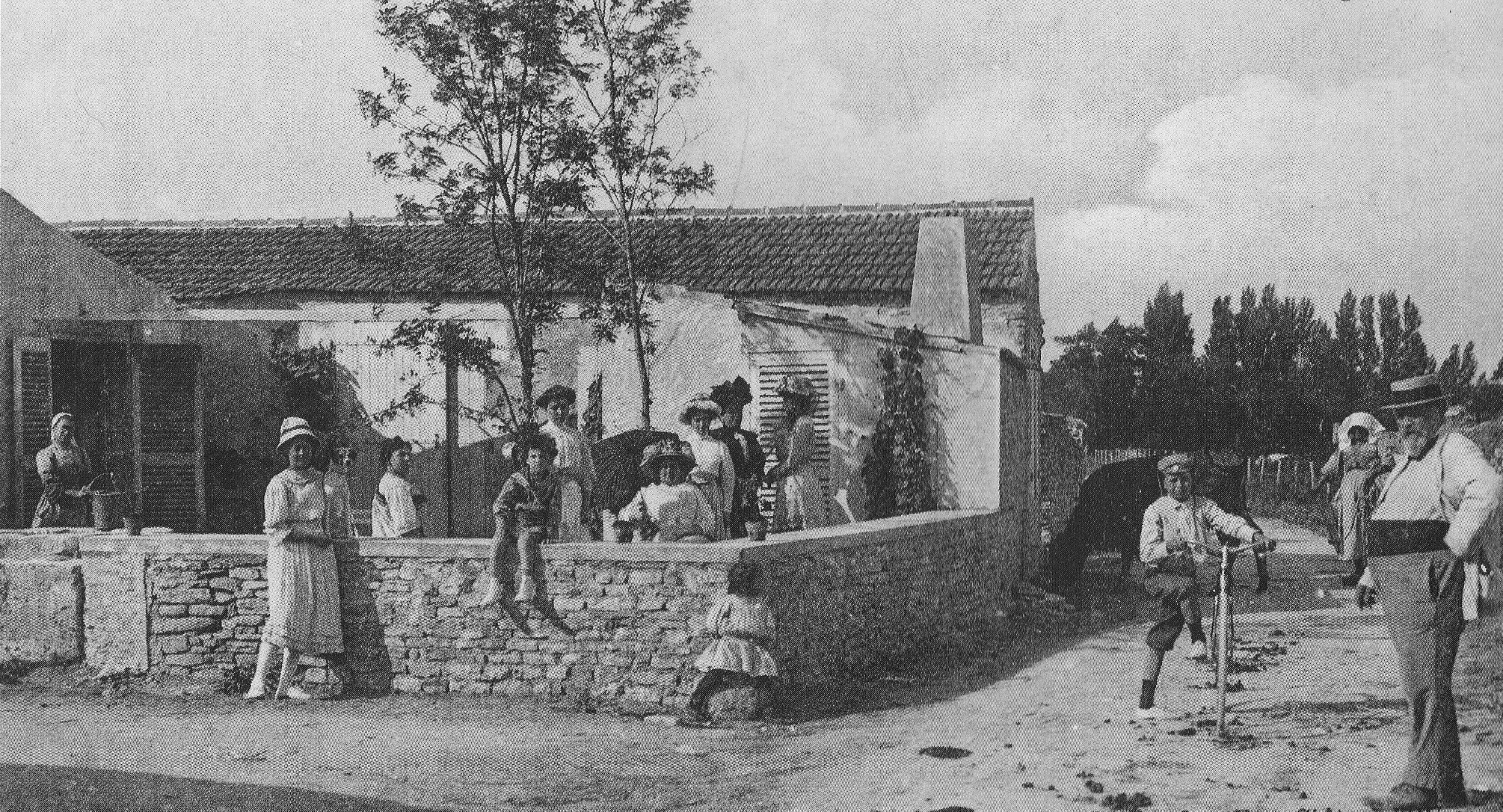
Hameau de Foulerot au début du XXe siècle.

Le village s'est développé à partir de deux anciens hameaux: Foulerot et Bretagne, bien visibles dans le cadastre de 1842 (section J4). De nombreuses maisons ont été construites, depuis la mise en service du viaduc en 1966.
La place Marie Briquet, à Foulerot, dispose d'une aire de jeux et d'un accès à la mer via la forêt Briquet.
Cet espace naturel classé présente un paysage et une biodiversité analogues aux côtes méditerranéennes, ce qui lui donne un caractère remarquable.

### Liste des maires

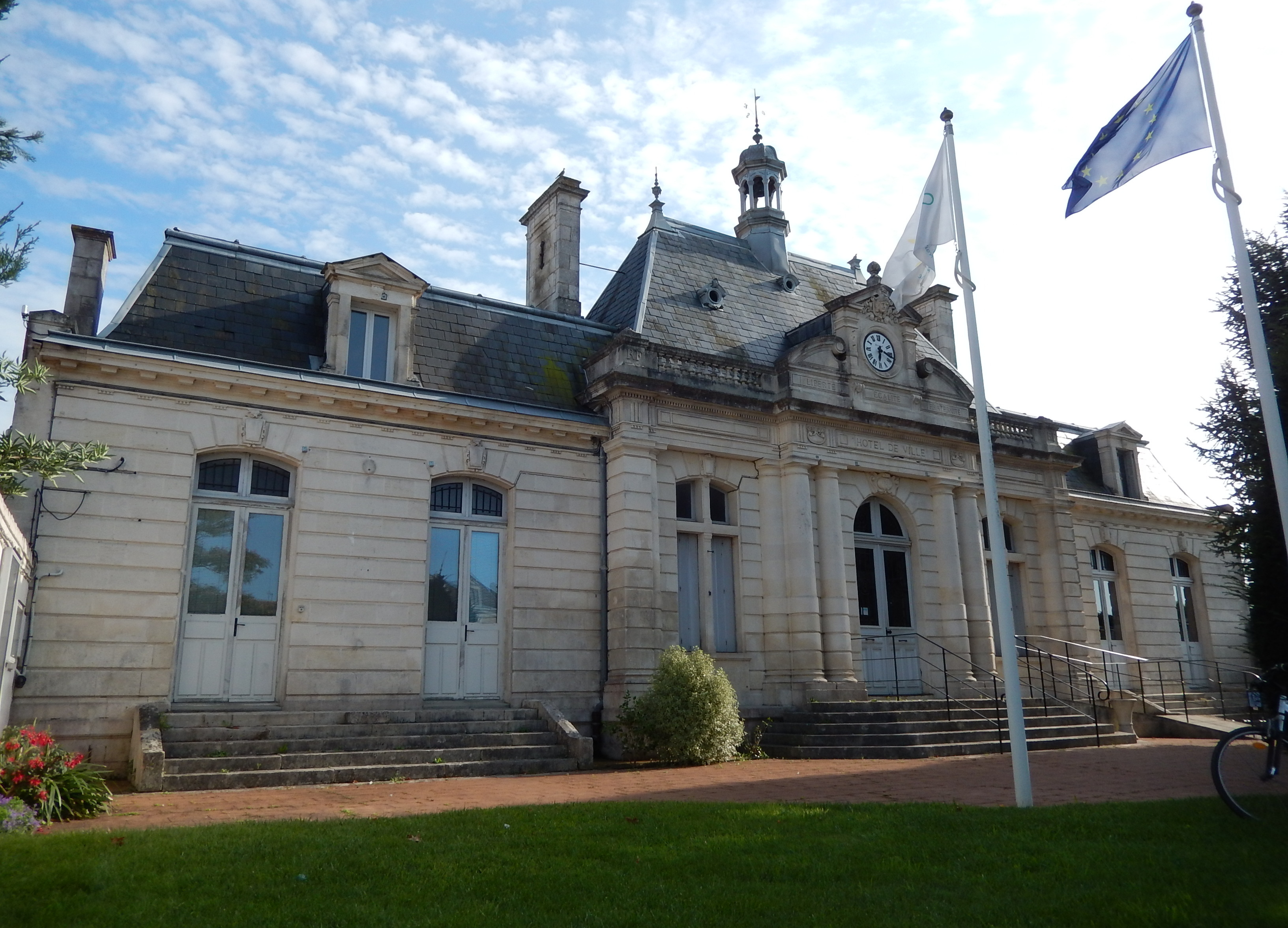
La mairie de Saint-Georges-d'Oléron.

## Politique et administration

### Région
À la suite de la réforme administrative de 2014 ramenant le nombre de régions de France métropolitaine de 22 à 13, la commune appartient depuis le 1er janvier 2016 à la région Nouvelle-Aquitaine, dont la capitale est Bordeaux. De 1972 au 31 décembre 2015, elle a appartenu à la région Poitou-Charentes, dont le chef-lieu était Poitiers.

### Jumelages
Aucun jumelage à l'heure actuelle.

### Politique environnementale
Dans son palmarès 2024, le Conseil national de villes et villages fleuris de France a attribué deux fleurs à la commune.

## Démographie
L'évolution du nombre d'habitants est connue à travers les recensements de la population effectués dans la commune depuis 1793. Pour les communes de moins de 10 000 habitants, une enquête de recensement portant sur toute la population est réalisée tous les cinq ans, les populations de référence des années intermédiaires étant quant à elles estimées par interpolation ou extrapolation. Pour la commune, le premier recensement exhaustif entrant dans le cadre du nouveau dispositif a été réalisé en 2006.

En 2022, la commune comptait 4 052 habitants, en évolution de +9,51 % par rapport à 2016 (Charente-Maritime : +4,04 %, France hors Mayotte : +2,11 %).
| 1793  | 1800  | 1806  | 1821  | 1831  | 1836  | 1841  | 1846  | 1851  |
| ----- | ----- | ----- | ----- | ----- | ----- | ----- | ----- | ----- |
| 4 316 | 4 134 | 3 985 | 3 896 | 4 500 | 4 230 | 4 252 | 4 436 | 4 538 |

| 1856  | 1861  | 1866  | 1872  | 1876  | 1881  | 1886  | 1891  | 1896  |
| ----- | ----- | ----- | ----- | ----- | ----- | ----- | ----- | ----- |
| 4 509 | 4 818 | 4 775 | 5 255 | 5 208 | 5 288 | 5 060 | 4 540 | 4 125 |

| 1901  | 1906  | 1911  | 1921  | 1926  | 1931  | 1936  | 1946  | 1954  |
| ----- | ----- | ----- | ----- | ----- | ----- | ----- | ----- | ----- |
| 4 285 | 4 472 | 4 068 | 3 647 | 3 553 | 3 275 | 3 013 | 2 767 | 2 383 |

| 1962  | 1968  | 1975  | 1982  | 1990  | 1999  | 2006  | 2011  | 2016  |
| ----- | ----- | ----- | ----- | ----- | ----- | ----- | ----- | ----- |
| 2 530 | 2 664 | 2 718 | 2 935 | 3 144 | 3 287 | 3 415 | 3 482 | 3 700 |

| 2021  | 2022  | - | - | - | - | - | - | - |
| ----- | ----- | - | - | - | - | - | - | - |
| 3 948 | 4 052 | - | - | - | - | - | - | - |

## Lieux et monuments

### Église Saint-Georges

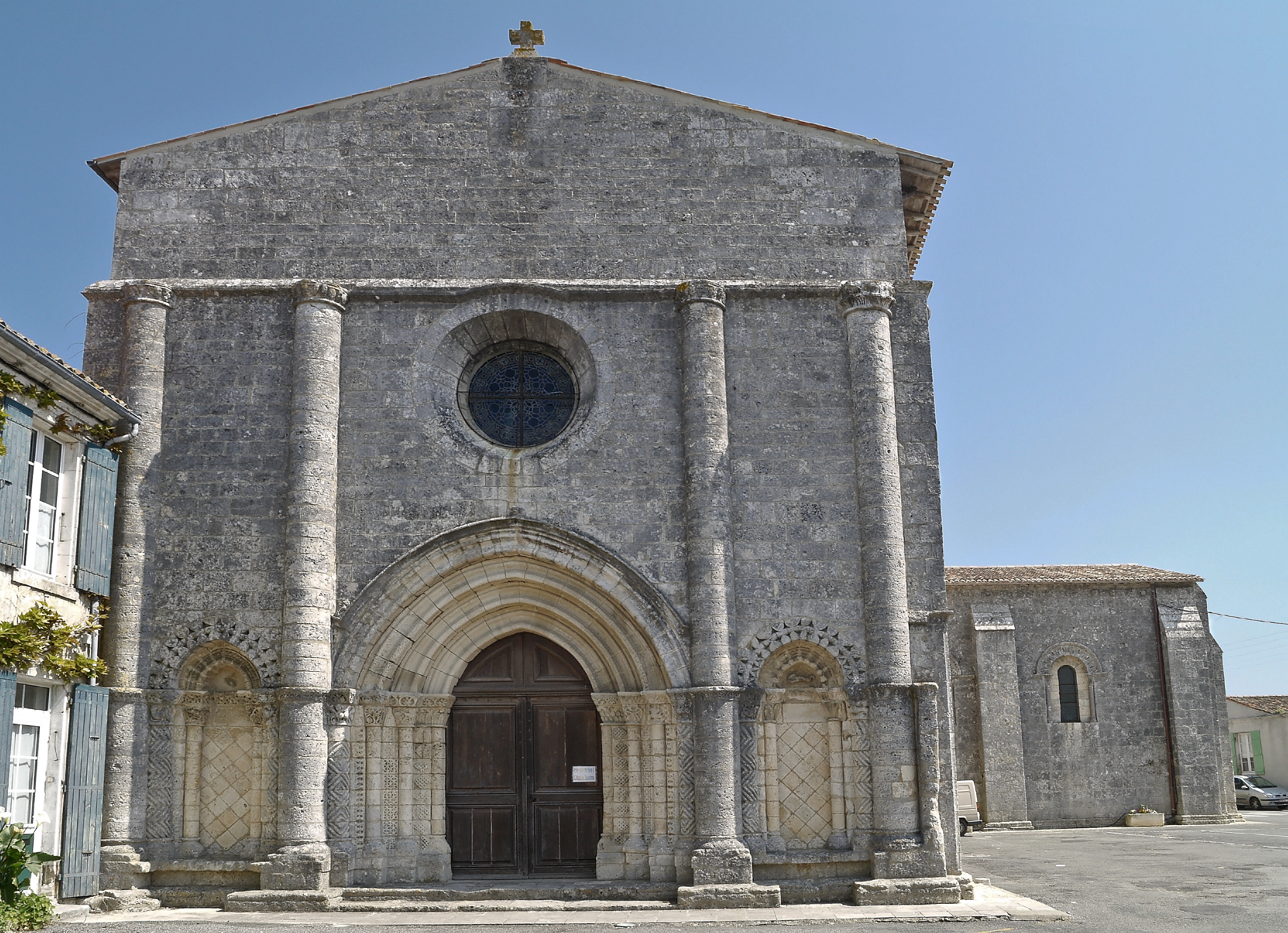
Église Saint-Georges
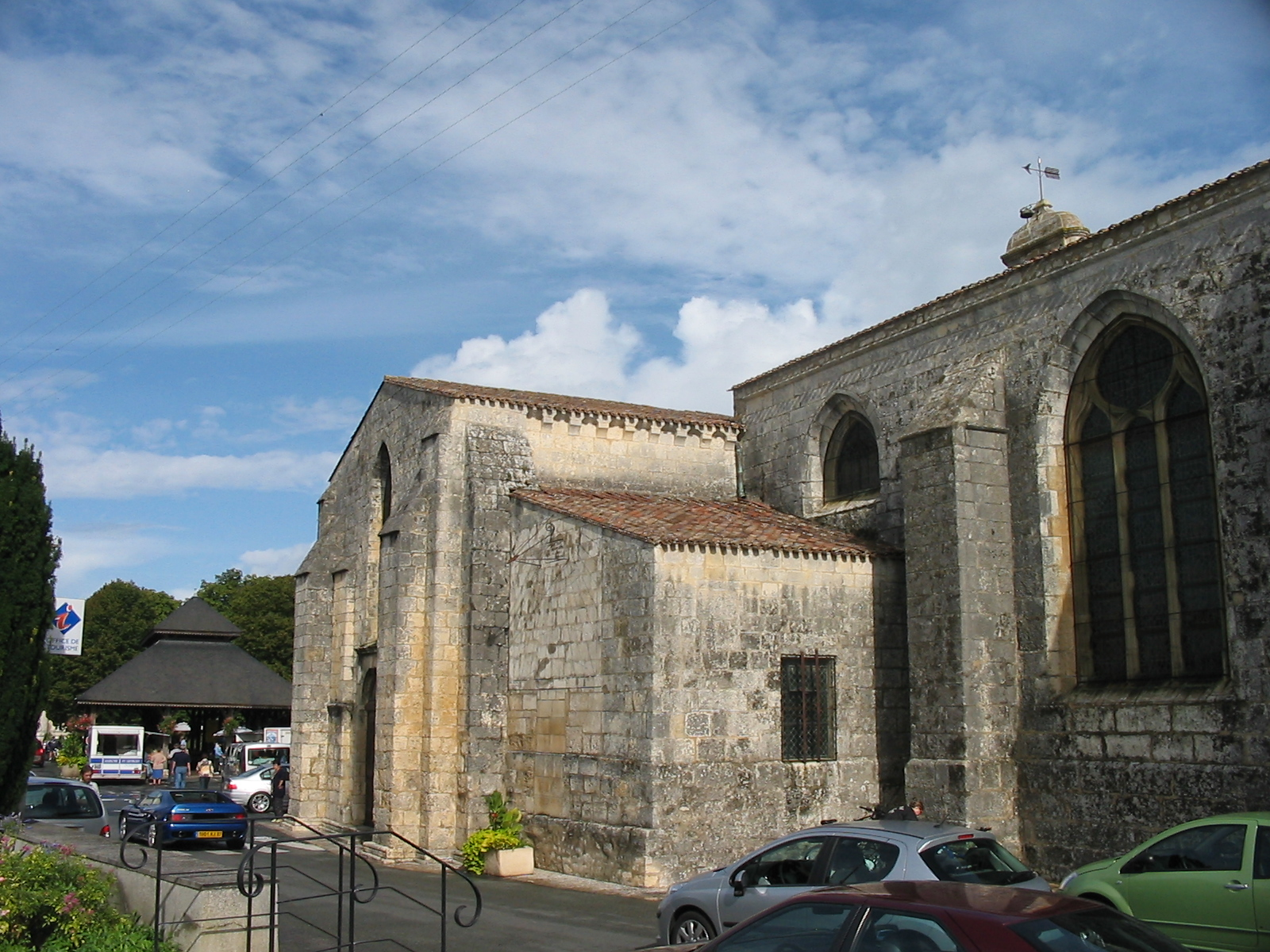
L'église et au second plan la halle.
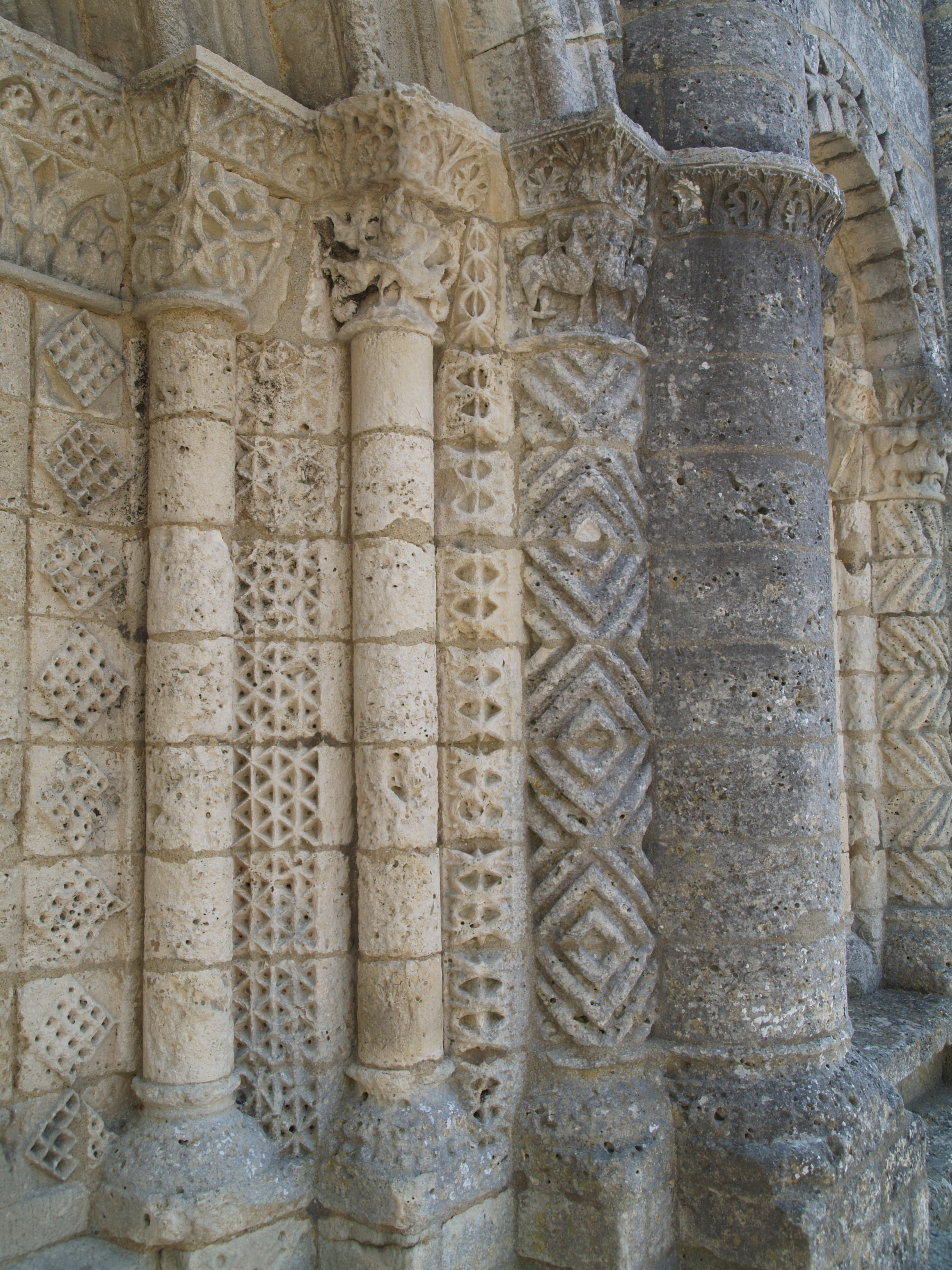
Détail des piliers du portail de l'église.
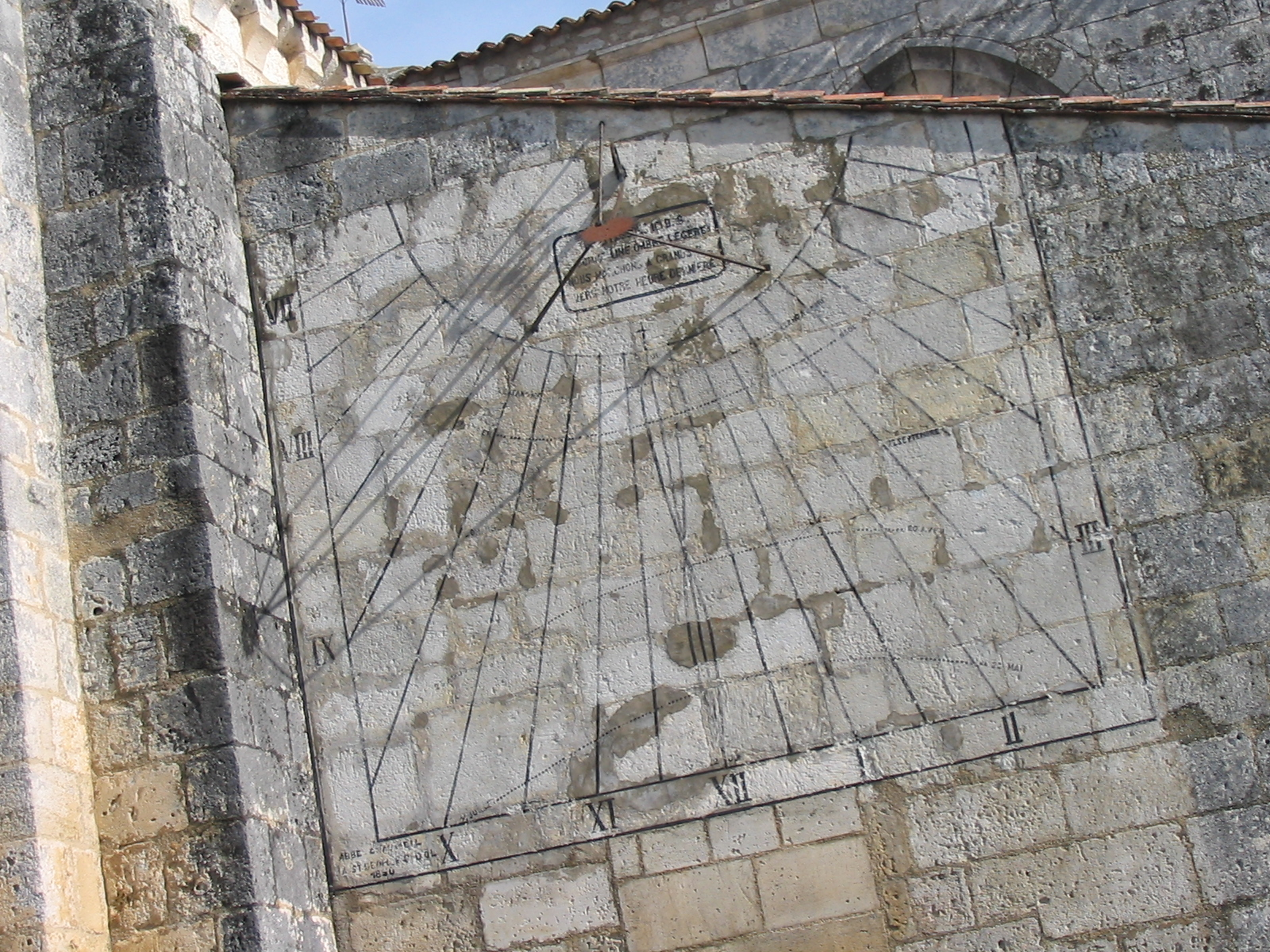
Cadran solaire de l'église.
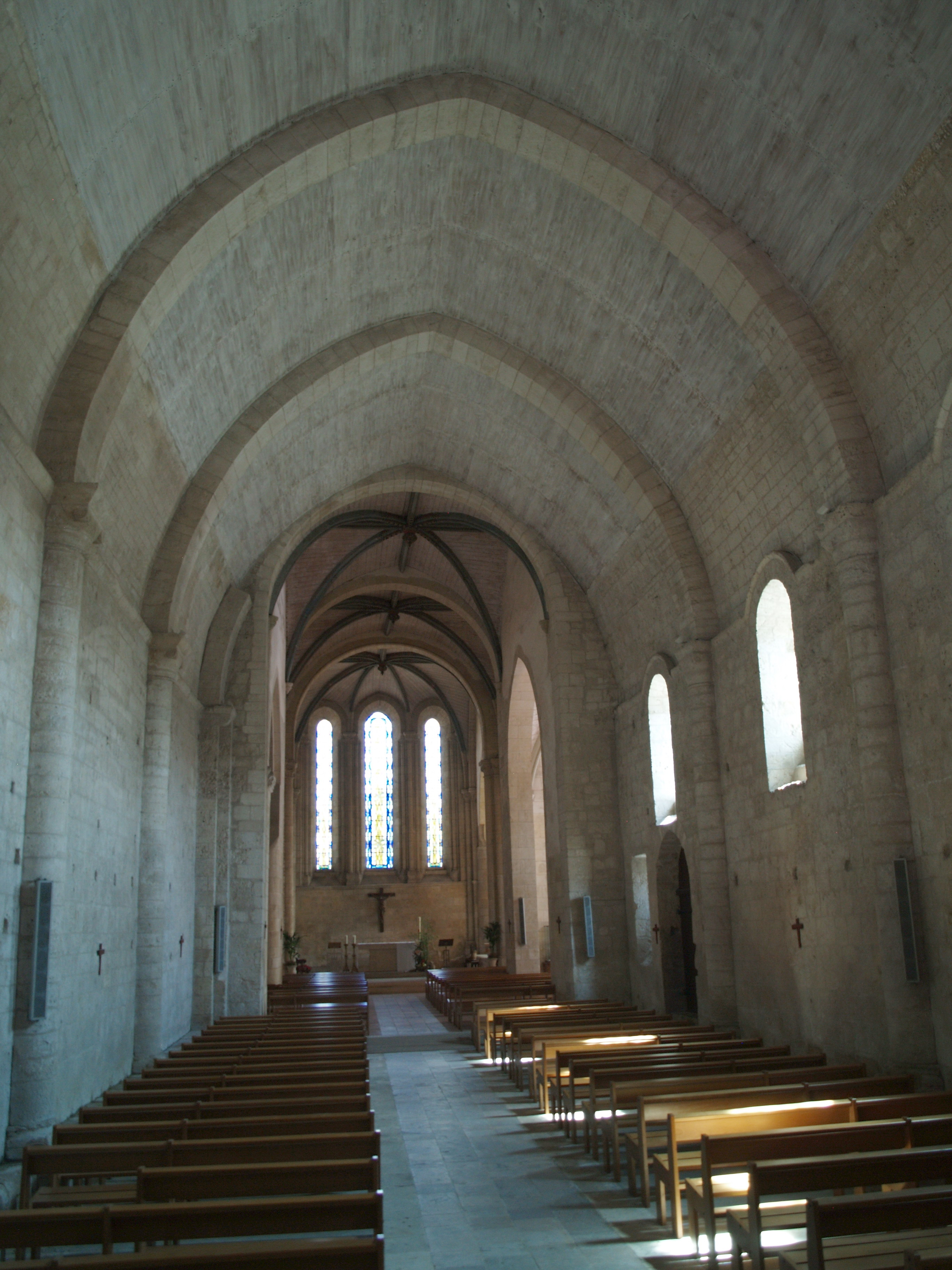
La nef de l'église.
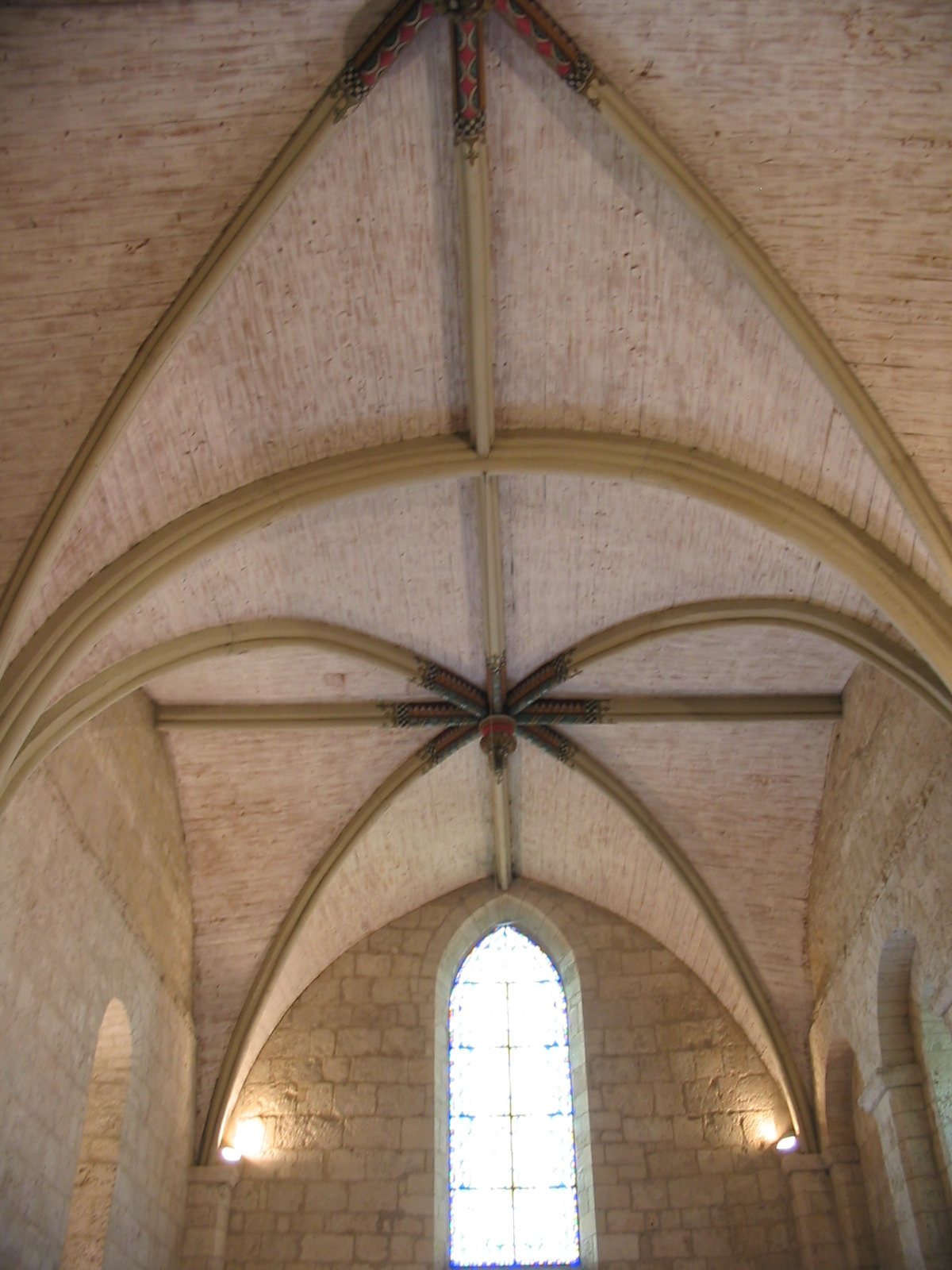
Croisée d'ogives et décors polychromes de l'église.

### Halles

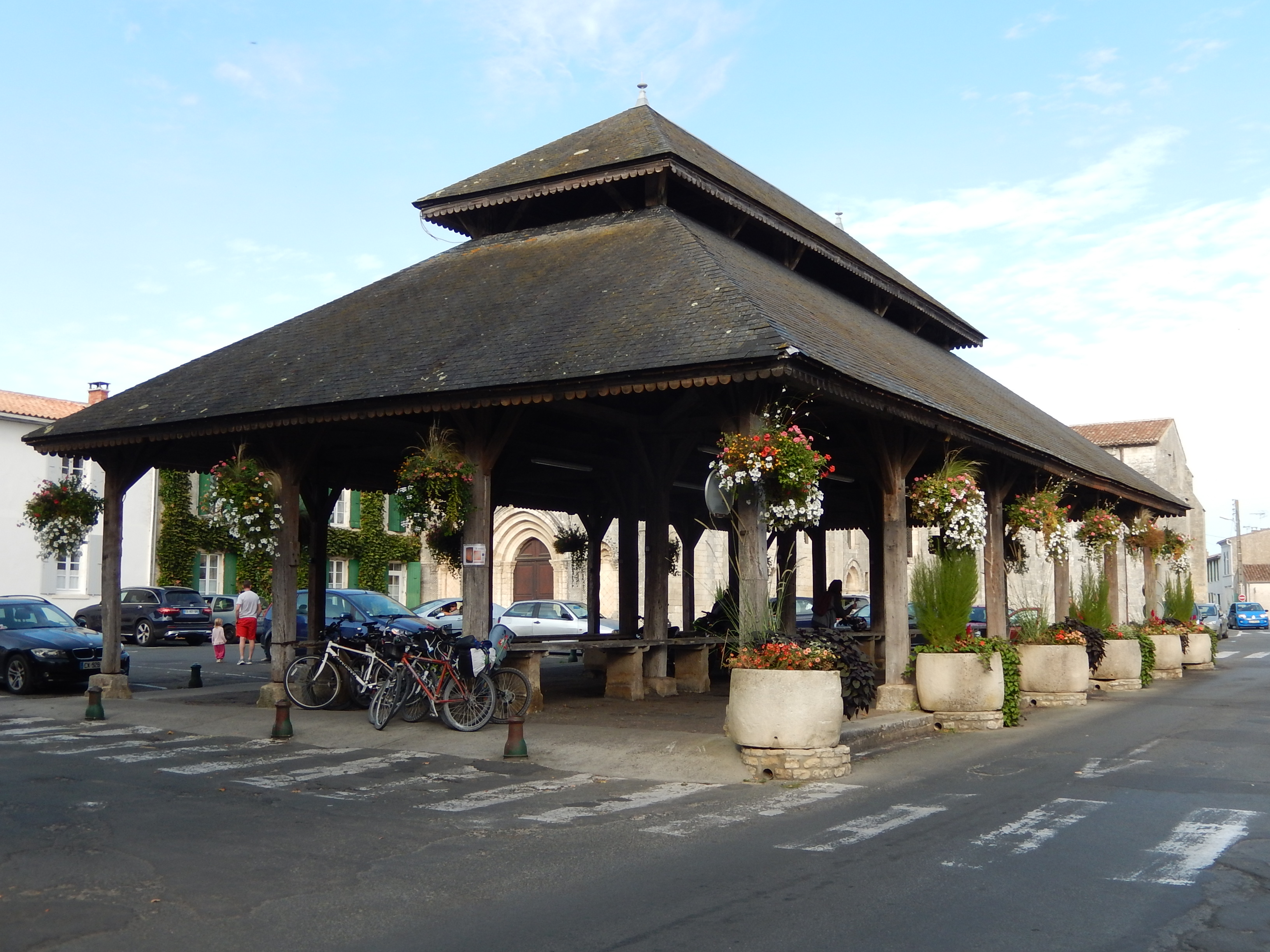
Les halles de Saint-Georges-d'Oléron.

Situées devant la façade de l’église, en bois avec toiture en ardoise, les halles furent construites en 1864 par Louis Vignal, un charpentier de St Pierre d’Oléron. Elles sont situées à la place de l’ancien cimetière.

### Château Fournier

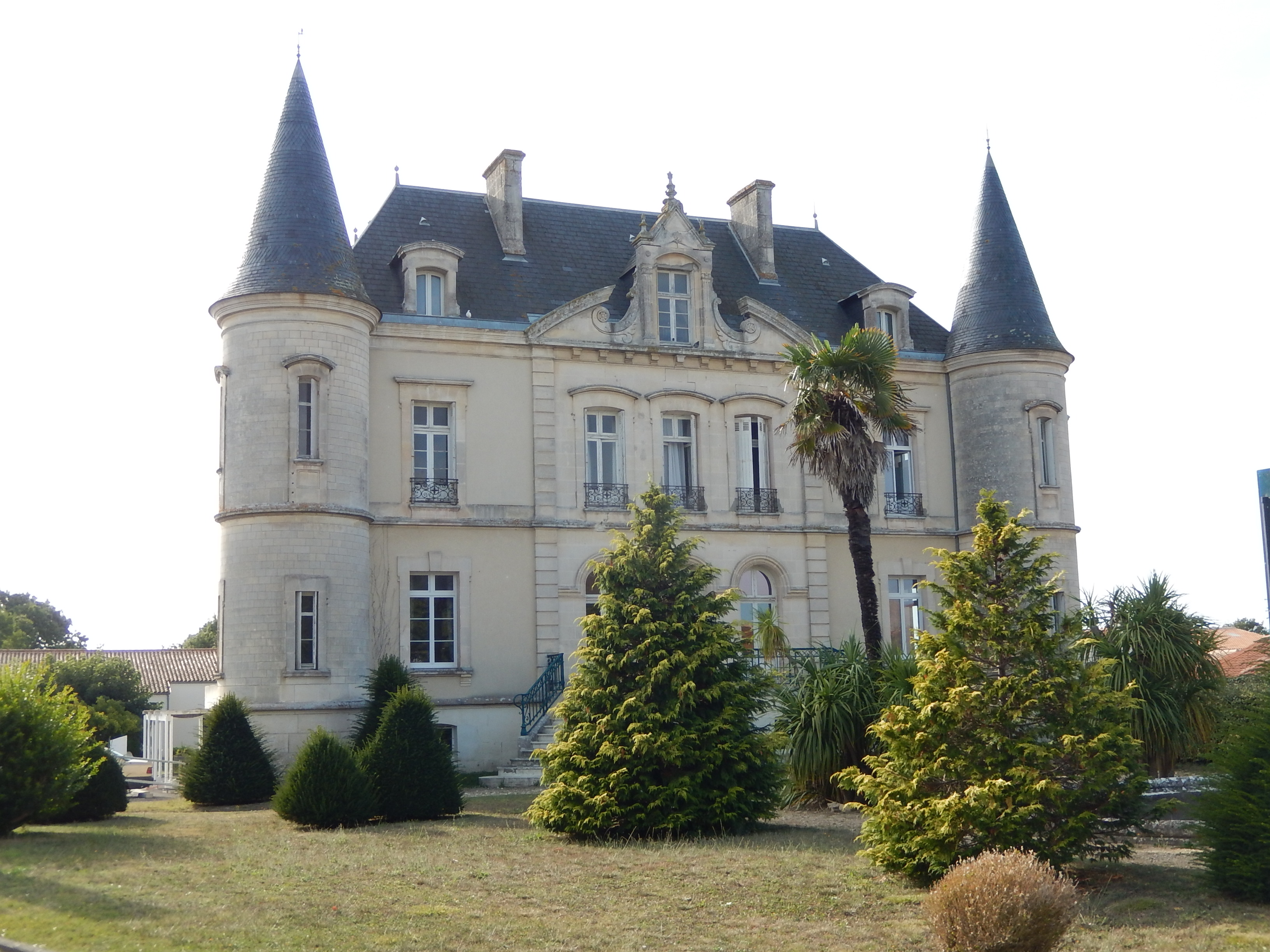
Le Château Fournier, actuellement une maison de retraite.

Situé à l’ouest du jardin public, ce château date de 1877 et appartenait à Jules Fournier et son épouse Esilda Raoulx, gros propriétaires fonciers, principalement en vignobles, qui s’étaient enrichis durant le second empire. [Nouveauté pour l’époque, il fut construit d’après un modèle sur catalogue et aurait coûté 200 000 francs or. La tradition rapporte qu’une pièce d’or aurait été placée sous l’une des tours.]

### Villa Briquet
(Située à proximité du Château Fournier). Datant de 1881, ce château a une histoire charmante : Briquet était un boucher maquignon qui vivait dans une maison simple du bourg. Les affaires marchant bien, sa femme lui montra une cachette où un “ bassiot ” plein de louis d’or était dissimulé et lui proposa de faire construire une belle maison. Pendant des années, la brave épouse avait mis régulièrement de côté des pièces d’or. [Les initiales Briquet-Perron furent enlacées dans un macaron au-dessus du portail.

### Mairie
Situé rue de la République, cet édifice datant de 1893 est d’un style néoclassique. L’horloge sur le fronton fut installée pour le 14 juillet 1911. Tout comme le château Fournier, Eugène Philippe en est le constructeur.

### Écluses à poisson

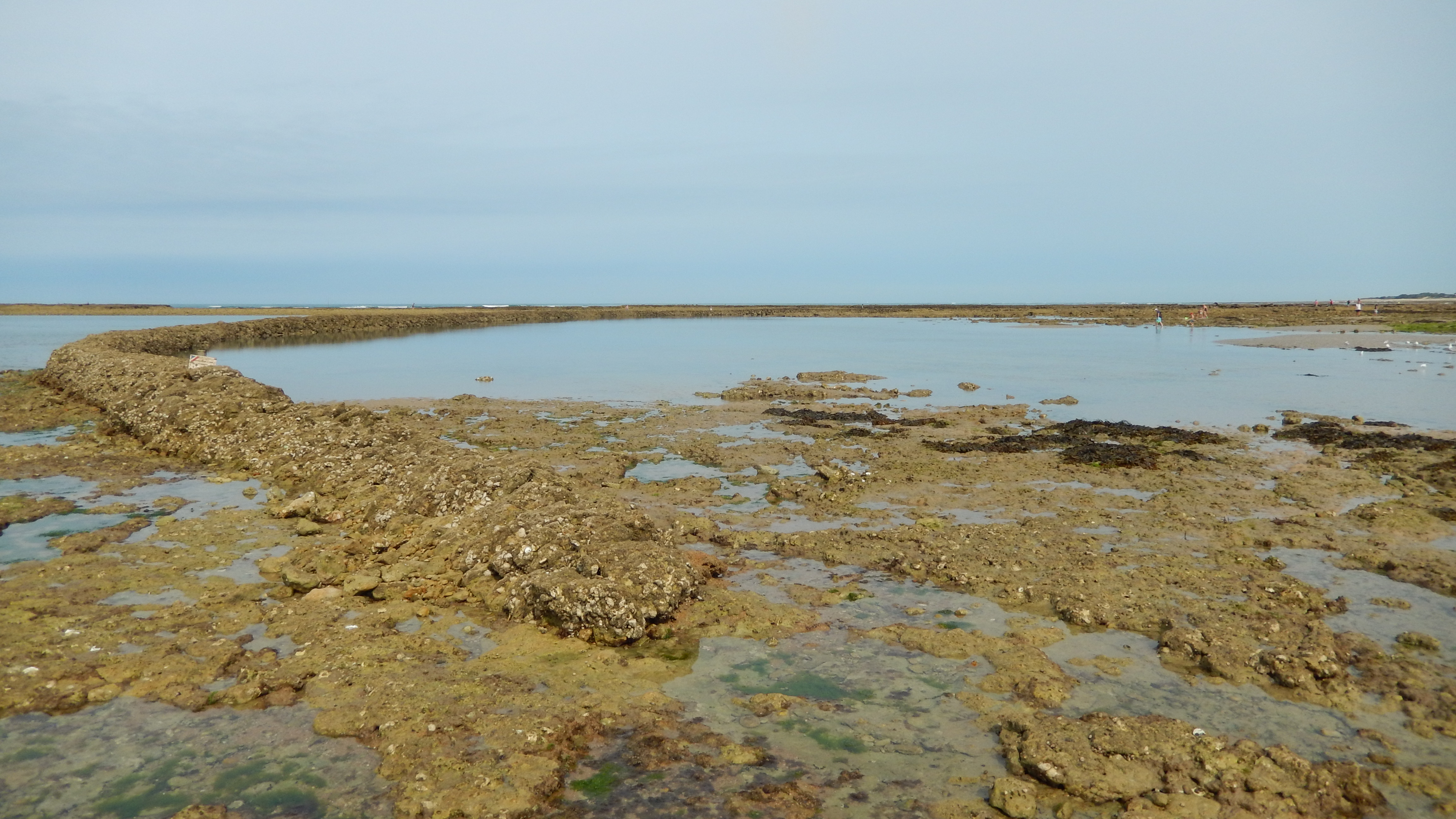
L'écluse à poissons de la Mal Bâtie.

Avec celles de Ré, les écluses à poisson de l’île d’Oléron sont uniques sur la côte atlantique. Véritable pièges à poissons, ces murs en forme de fer à cheval sont construits selon une méthode ancestrale et savante, sans mortier. L’emboîtement des pierres doit être assez solide pour résister aux fortes houles.
Le système est simple : à marée haute, l’écluse se remplit d’eau et de poissons, qui restent prisonniers lorsque la mer se retire. Les écluses sont gérées par un système de codétenteurs reconnus par les Affaires Maritimes et qui seuls, ont le droit de pêche.
Au XIXe siècle, Oléron comptait une centaine d’écluses. Aujourd’hui, il en reste à peine plus d’une douzaine, dont de nombreuses sur la commune de Saint-Georges, sur la côte entre l’Ileau et Chaucre.
Malgré leur apparente solidité, ces édifices sont très fragiles, et le manque d’entretien, l’usure de la houle et les dégradations humaines ont eu raison de nombre d’écluses.
Aux Sables Vignier, des chantiers de jeunes en collaboration avec l’Association de Sauvegarde des Ecluses à poisson ont permis la reconstruction de l’écluse de la Mal Bâtie. Cette dernière est inscrite au titre des monuments historiques depuis le 14 juin 2012.

### Parc de loisirs des prés Valet
Situé au sud du bourg de St-Georges d'Oléron et à l'est du village de Chéray, la zone des prés Valet a fait l'objet de plusieurs aménagements par la commune de St-Georges d'Oléron, afin de créer une base de loisirs sur une réserve foncière communale d'environ 15 hectares.http://www.saint-georges-oleron.com/index.php/sports-et-loisirs/parc-de-loisirs-des-pres-valet/

### Fort Boyard
Au large d’Oléron, le Fort Boyard est aujourd’hui connu internationalement grâce au jeu télévisé Fort Boyard qui s’y déroule. Il est situé à égale distance des plages de Boyardville et de l’Île-d'Aix, à laquelle il est rattaché administrativement. À l’origine de sa construction, le fort devait servir à protéger l’estuaire de la Charente des navires de guerre étrangers, mais l’emplacement choisi, sur un banc de sable (le Boyard), rendit la construction particulièrement difficile. Le chantier fut abandonné jusqu’en 1842. Finalement, le fort fut achevé en 1866. Néanmoins, alors qu’au début de sa construction il était considéré comme un précurseur des fortifications modernes, une fois achevé il est inutile car les progrès de l’artillerie moderne le rendirent obsolète. Après avoir servi de prison, il fut abandonné et déclassé, jusqu’à ce que l'émission de télévision lui donne une seconde chance.

## Personnalités liées à la commune
- Aliénor d'Aquitaine: Née en 1122 et morte en 1204, elle était l'héritière des puissants ducs d'Aquitaine. Elle fut tour à tour reine de France puis reine d'Angleterre et parmi ses nombreux enfants, deux sont restés célèbres : Richard Cœur de Lion et Jean sans Terre[27].
- Samuel Saint-Médard (1749-1822), prêtre, nommé évêque de Tournai par Napoléon en 1813.
- Georges Desgraves (1751-1834), député, membre du Corps Législatif.
- Pierre Saint-Médard (1755-1822), médecin à bord du vaisseau américain « USS Constitution »
- Ludovic Savatier (1830-1891): Paul Amédée Ludovic Savatier est né le 19 octobre 1830 à Saint Georges d'Oléron dans le bourg de Chéray et mort le 27 août 1891 toujours à Saint-Georges. Médecin botaniste il voyagea beaucoup – Japon, Amérique du Sud, Patagonie - et ramena des plantes et des descriptions botaniques et géographiques inconnues du monde occidental[27].
- Gérard Houllier ancien entraineur du PSG, l'OL, Liverpool et sélectionneur de l'équipe de France de football masculine est enterré a Saint Georges d'Oléron.

## Héraldique
| Blason | Blasonnement : D'argent à saint Georges du même, debout sur une barque habillée de gueules posée de trois quarts, voguant sur une mer d'azur agitée d'argent, saint Georges transperçant de sa lance un dragon mariné de gueules nageant dans ladite mer. |